# Motteggiana
Motteggiana (lombardul: Munticiàna vagy Moteciàna) település Olaszországban, Lombardia régióban, Mantova megyében. Lakosainak száma 2415 fő (2023. január 1.). Motteggiana Pegognaga, Suzzara, Borgo Virgilio, Viadana és San Benedetto Po községekkel határos.

## Népesség
A település lakossága az elmúlt években az alábbi módon változott:
| Lakosok száma | 2655 | 2597 | 2415 |
|               | 2017 | 2018 | 2023 |

## Testvérvárosok
- Tur'an, Izrael (2012)